# موئنس روکو
موئنس روکو (دانمارکی: Mogens Rukov؛ ‏ ۴ اوت ۱۹۴۳ – ۱۸ دسامبر ۲۰۱۵) فیلم‌نامه‌نویس و نمایشنامه‌نویس اهل دانمارک بود.
از فیلم‌ها یا برنامه‌های تلویزیونی که وی در آن نقش داشته‌است& می‌توان به عنصر جنایت، جشن، استدلال کیرا: یک داستان عاشقانه، همه چیز درباره عشق است، ارث، بازسازی و قتل شبه‌عمد اشاره کرد. وی همچنین مشاور فیلم‌نامه‌نویسی برای فیلم پخمه‌ها بود.